# ホウレンソウブタ
ホウレンソウブタとは、2002年に近畿大学生物理工学部教授の入谷明、岡崎国立共同研究機構基礎生物学研究所教授の村田紀夫らのグループによって開発された新種のブタの名称である。
大型動物に植物の遺伝子を入れ、狙い通りに働くことが確認された世界初の事例である。

## 概要
ω6-desaturase (FAD2)を生成する遺伝子は、ホウレンソウなど野菜には広く含まれているが、人間を含む哺乳類は、この遺伝子を持たない。
マウスによる基礎実験を経て、ホウレンソウの根から取り出した遺伝子をブタの受精卵に入れ、その受精卵を母ブタの子宮に戻して誕生したブタ6頭の脂肪組織を調べたところ、普通のブタよりも不飽和脂肪酸が20%多く含まれることが分かった。
さらに普通のブタと交配させ2、3代目まで計16頭が生まれたが、FAD2遺伝子が受け継がれていることが確認されている。遺伝子導入による異常などは表れていないという。